# Baraduke
Baraduke (バラデューク?), anche noto come Alien Sector, è un videogioco arcade di genere shoot 'em up sviluppato e pubblicato da Namco nel 1985. Sviluppato per Namco Pac-Land, è stato successivamente convertito per Sharp X68000, incluso in Namco Museum Volume 5 per PlayStation e distribuito per Wii tramite Virtual Console. Il videogioco ha avuto un sequel dal titolo Bakutotsu Kijūtei: Baraduke II (爆突機銃艇?).

## Trama
La protagonista del gioco è Toby Masuyo (Kissy). Come nel videogioco Metroid, uscito l'anno seguente, la sua identità verrà svelata al termine del gioco. Il personaggio immaginario è ex-sposa di Taizo Hori di Dig Dug e madre di Susumu Hori, protagonista di Mr. Driller. È inoltre presente nel videogioco Namco × Capcom.

## Modalità di gioco
Il gioco non prevede la modalità cooperativa, pertanto il giocatore impersona Kissy mentre l'eventuale secondo giocatore impersona Takky. 
Il gioco è composto da otto mondi, ogni mondo è a sua volta composto da sei livelli. Per quanto riguarda i primi quattro livelli di ogni singolo mondo, lo scopo del giocatore è di eliminare alcuni nemici fissi specifici (capaci però di generare dei nemici mobili) che incontra lungo il percorso: una volta eliminati si aprirà il passaggio per il livello successivo (tra un livello e il successivo vi è un quadro di transizione dove Kissy ha la possibilità di incrementare o di diminuire il proprio grado di difesa). Il quinto livello è un livello bonus: lo scopo del giocatore è di raccogliere gli eventuali bonus, l'ingresso per il sesto livello essendo già aperto. Il sesto livello è il livello del boss del relativo mondo. 
Ogni qualvolta viene distrutto un nemico fisso, questo rilascia una capsula che può contenere un gioiello, un mostro oppure una sorta di simpatico di alieno monoculare. Se raccolti, questi alieni si rivelano piuttosto utili: nel quadro di transizione tra livelli il loro numero può aumentare la possibilità di incrementare il proprio grado di difesa; nel livello del boss, se ancora in dotazione, essi si lanciano contro il boss di turno congelandolo, permettendo quindi a Kissy di colpirlo senza correre rischi. Il boss è composto da un certo numero di occhi: per sconfiggerlo è necessario distruggere tutti i suoi occhi.  
All'interno di ogni singolo livello il giocatore può muoversi liberamente: in effetti, a differenza di giochi quali Ghosts 'n Goblins o Super Mario Bros dove lo scorrimento avviene verso destra e il personaggio non può tornare sui suoi passi, in questo caso invece Kissy è libera di potersi muovere all'interno del livello dove si trova. Non si tratta però di una vera e propria possibilità di esplorazione.
Non vi è un limite di tempo per finire ogni singolo livello: tuttavia, se si indugia oltremodo, si manifesteranno ulteriori nemici particolarmente insidiosi. All'inizio del gioco Kissy dispone di due gradi di difesa (incrementabili nei quadri di transizione): ogni volta che essa viene a contatto con un nemico, viene eliminato un grado di difesa.

## Accoglienza
Il giornale Game Machine, nel suo numero del settembre 1985, afferma che Baraduke ha raggiunto il quindicesimo posto nella classifica degli arcade di maggior successo del mese.